# Pierre Omidyar
Pierre Omidyar (Paris, 21 de junho de 1967) é ex-programador de computador, lançou a Ebay de leilões on-line em 1995, para se tornar a maior empresa pontocom do mundo (com capitalização de US$ 62 bilhões), que permite aos consumidores dar lances para tudo, desde itens americanos misteriosos até dinares iraquianos. Ainda chairman, ele se concentra em filantropia, com uma diferença: apoia tanto empresas sem fins lucrativos como aquelas voltadas ao lucro e envolvidas em "habilitação de indivíduos e enriquecimento de conexões".
Sua Omidyar Network investe em economias em desenvolvimento e em software de fonte aberta. Chegou a prometer doar tudo exceto 1% de patrimônio à filantropia. Agora, diz que usará sua fortuna para "fazer o bem".

## First Look MediaeThe Intercept
Em 16 de outubro de 2013, Pierre Omidyar, anunciou que iria financiar o novo meio de comunicação de Glenn Greenwald , Laura Poitras e Jeremy Scahill com doação de 250 milhões de dólares americanos intitulado The Intercept. Pierre Omidyar, fundador da eBay, investiu no empreendimento quantia igual ao investimento de Jeff Bezos, fundador da Amazon.com ao adquirir o jornal The Washington Post. A primeira edição do Intercept publicou fotos da secreta NSA reveladas pela primeira vez. A meta de longo prazo, segundo Greenwald, é "produzir um jornalismo corajoso, confrontando uma ampla gama de tópicos como corrupção ou política financeira ou violação de liberdades civis ".